# Kolonnadenhof

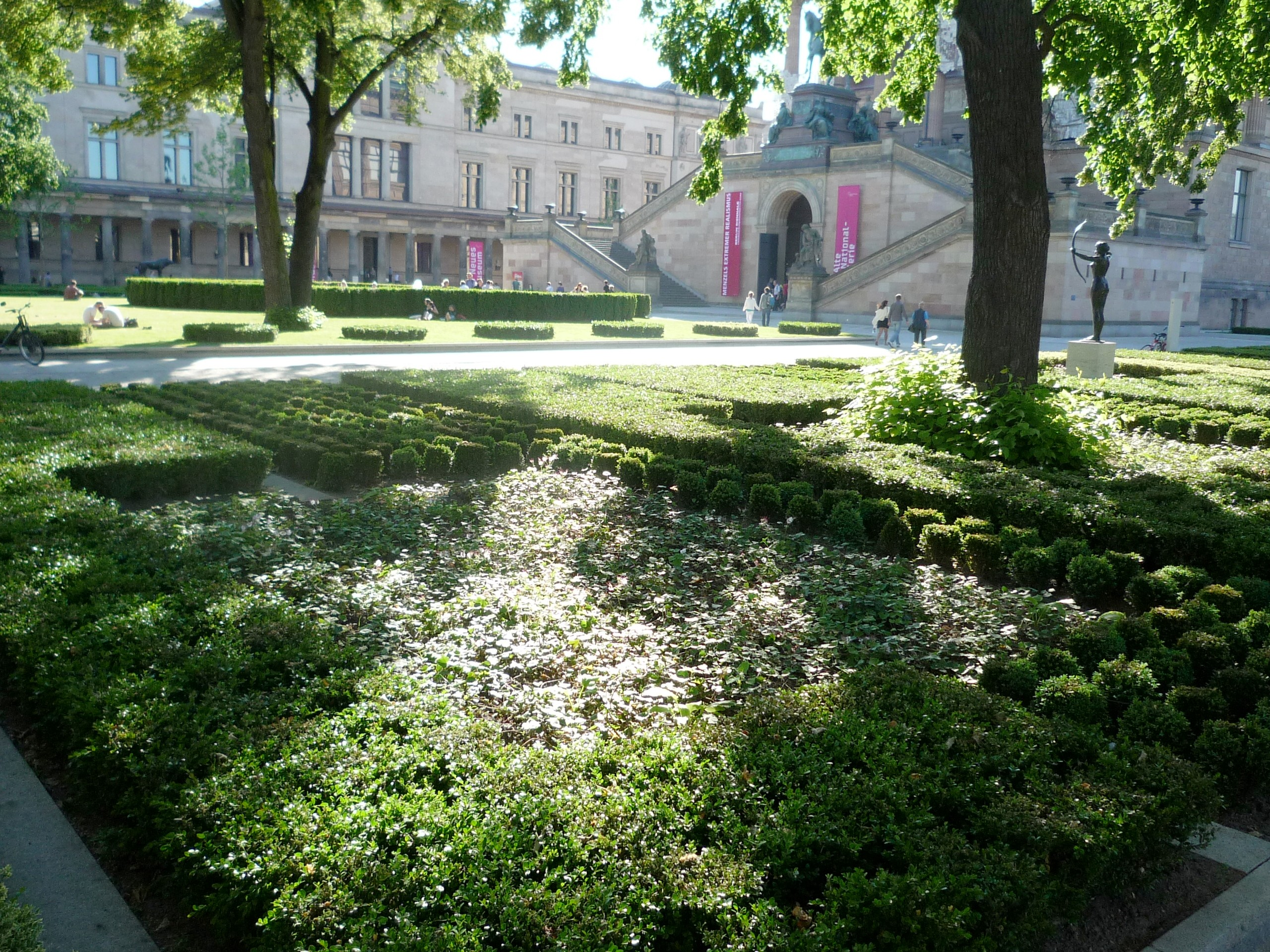
Der Kolonnadenhof, Blick zum Neuen Museum (links) und zur Alten Nationalgalerie

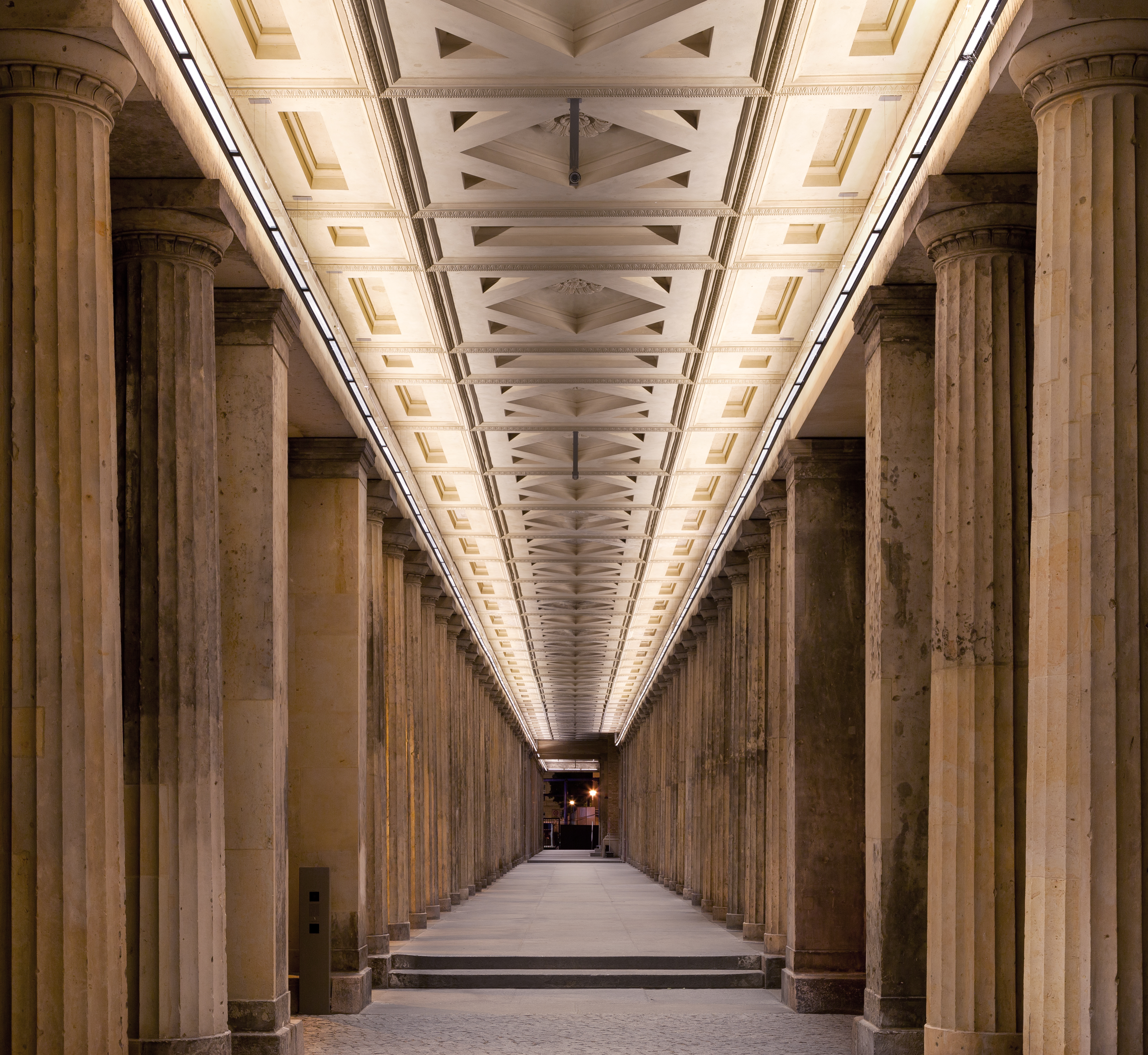
Südlicher Säulengang nachts

Der Kolonnadenhof auf der Museumsinsel im Berliner Ortsteil Mitte ist ein an drei Seiten von Säulengängen umschlossenes Freigelände vor dem Eingang der Alten Nationalgalerie. In dreijähriger Bauzeit und zu Gesamtkosten von rund 20,7 Millionen Euro wurden die Kolonnaden instand gesetzt und die Freifläche mit niedriger Bepflanzung, mit einer erweiterten Brunnenanlage und mit Bronzeplastiken aus Museumsbeständen neu gestaltet. Am 6. Juni 2010 wurde die Anlage wieder der Öffentlichkeit übergeben. Bis 2022 werden auch die Kolonnaden hinter der Alten Nationalgalerie wieder in ihren Originalzustand versetzt.

## Freiflächen

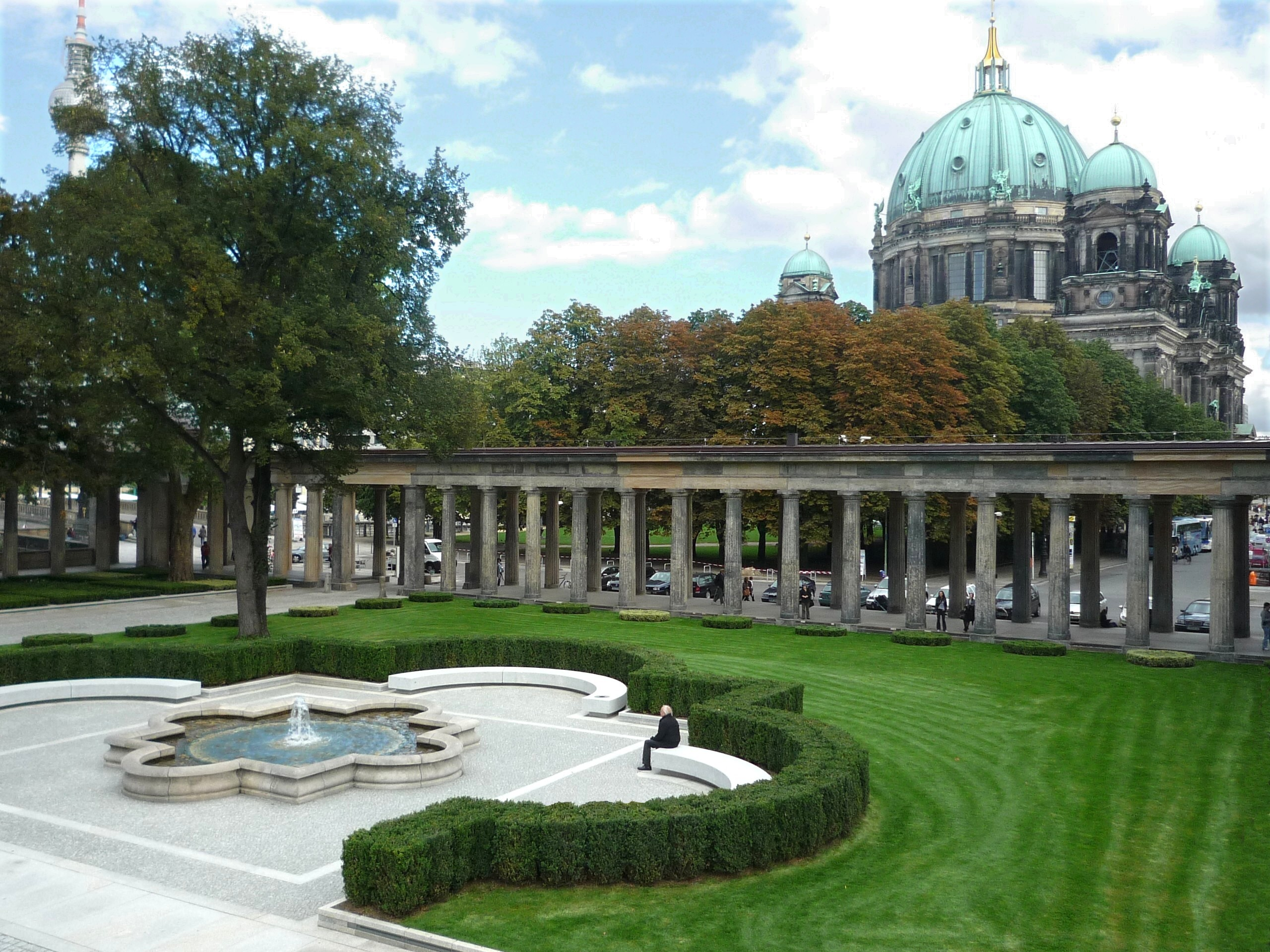
Blick über den Kolonnadenhof zum Berliner Dom

Der Masterplan Museumsinsel behandelt neben den vorhandenen und geplanten Gebäuden auch die zwischen ihnen liegenden Freiräume von unterschiedlicher Form und Größe. Sie sollen öffentlich begehbar sein und als zusammenhängendes Ensemble wahrgenommen werden. Dafür wurde 2001 der internationale Wettbewerb „Zwischenräume – Gestaltung des öffentlichen Raumes auf der Museumsinsel“ ausgeschrieben, den ersten Preis bekam das Architekturbüro Levin Monsigny, Landschaftsarchitekten GmbH, Berlin. Als verbindendes Element aller begehbaren Flächen ist ein einheitlicher Bodenbelag aus sandfarbenem Naturstein vorgesehen.
Zentrales Freigelände der Museumsinsel ist der Kolonnadenhof, umgeben von den Bauten des Neuen Museums, des Pergamonmuseums, der Alten Nationalgalerie und von den Kolonnadengängen. Die ursprüngliche Gestaltung der Grünfläche datiert von 1880, geplant von dem preußischen Gartenbaumeister Eduard Neide (1818–1883), einem Schüler von Peter Joseph Lenné. Grundriss und Motive der historischen Gestaltung sind in der aktuellen Fassung aufgegriffen und – in enger Abstimmung mit Vertretern der Denkmalpflege – vorsichtig modernisiert worden. Unterschiedliche Sorten Buchsbaum in abgestuften Grüntönen und in geometrischer Anordnung bilden die Hauptelemente der niedrigen Vegetationsflächen. Unmittelbar vor der Nationalgalerie liegt die erneuerte Brunnenanlage, von Steinbänken, einer halbhohen Hecke und einer Rasenfläche zu drei Vierteln eingefasst.

## Kolonnaden
Preußens König Friedrich Wilhelm IV. hatte sich die Spreeinsel als eine „Freistätte für Kunst und Wissenschaften“ gewünscht. Dazu hatte er ausdrücklich Kolonnaden als verbindendes architektonisches Motiv vorgeschlagen. Auf der Grundlage eines Entwurfs von Friedrich August Stüler von 1841 entstanden in einem ersten Abschnitt zwischen 1853 und 1860 die Säulengänge vor der Süd- und Ostfassade des Neuen Museums und an der Bodestraße. Nach dem von Heinrich Strack und Georg Erbkam aktualisierten Stüler-Entwurf wurden zwischen 1876 und 1878 die Kolonnaden am Spreeufer und hinter der Alten Nationalgalerie erbaut. Besondere Merkmale des Säulengangs am Spreeufer sind drei kleine, tempelartige Pavillons mit flachen Kuppeldächern, je einer an den Endpunkten und in der Mitte.
Die Kolonnaden an der Ostseite des Neuen Museums waren schon zur Neueröffnung des rekonstruierten Hauses im Oktober 2009 wieder hergestellt. Bis Juni 2010 erhielten auch die Abschnitte an der Bodestraße und am Spreeufer ihr ursprüngliches Aussehen zurück. Dabei konnten wiedergefundene Originalfragmente wie Rosetten und Deckenelemente verwendet werden. Hinter dem Neuen Museum, am Kupfergraben, entstand seit 2011 die James-Simon-Galerie, das neue Eingangsgebäude für die Häuser der Museumsinsel. Der Architekt David Chipperfield verwendet hier an mehreren Stellen das historische Motiv der Kolonnaden, nun in moderner Interpretation.

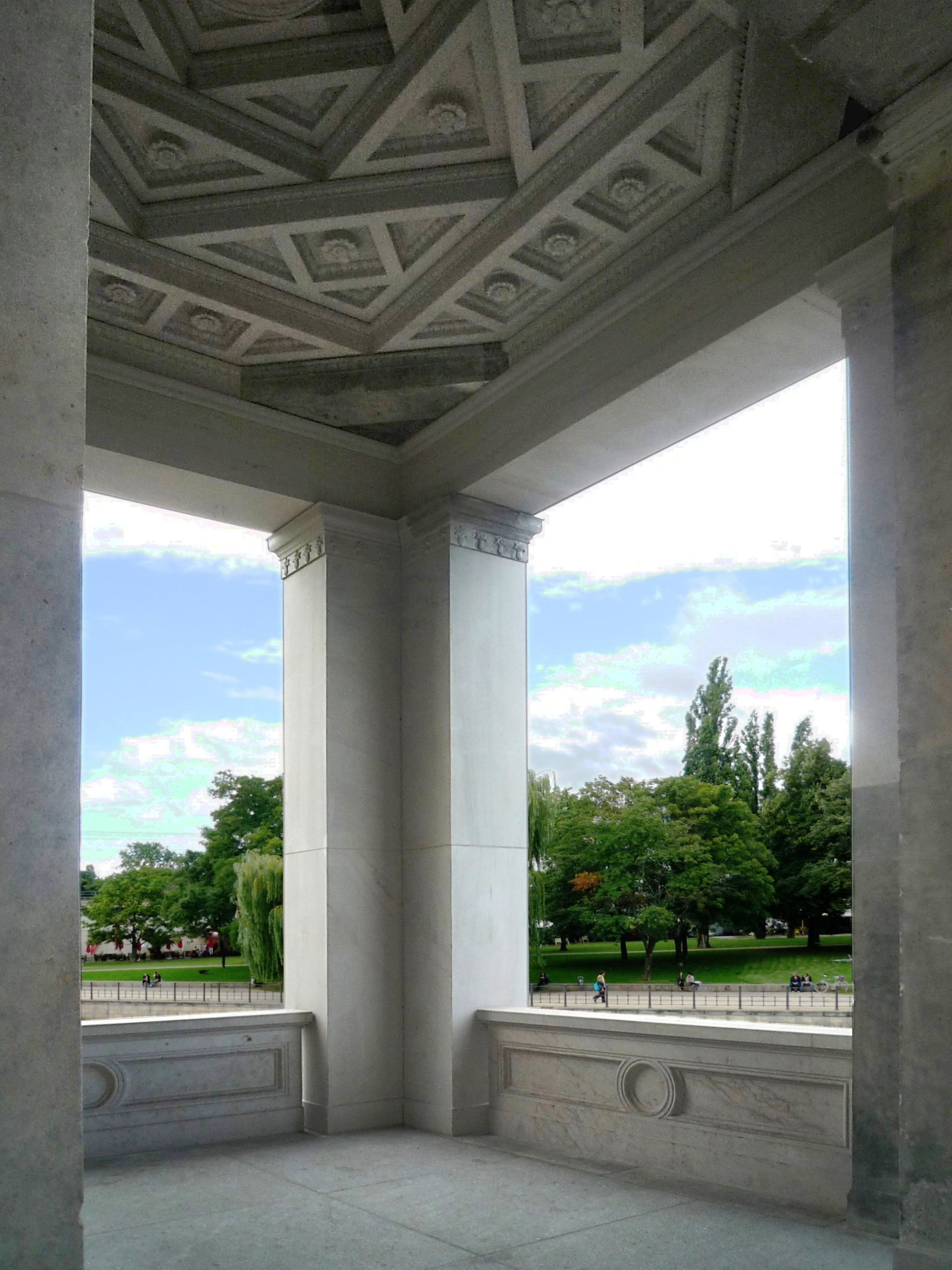
Blick aus den Kolonnaden zum Spreeufer
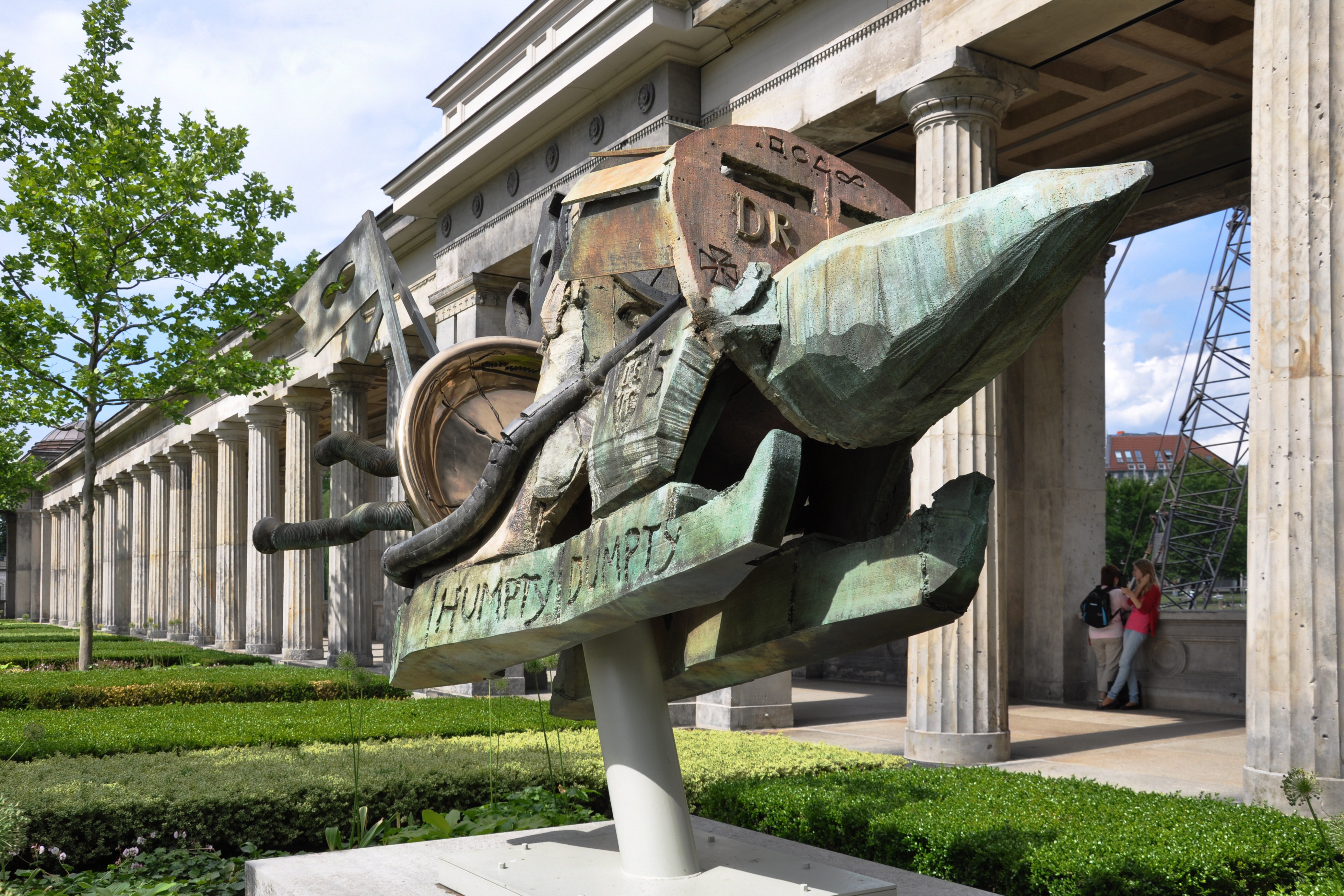
Spreeuferseite mit Bronzeplastik Die Humpty-Dumpty-Maschine der totalen Zukunft von Jonathan Meese
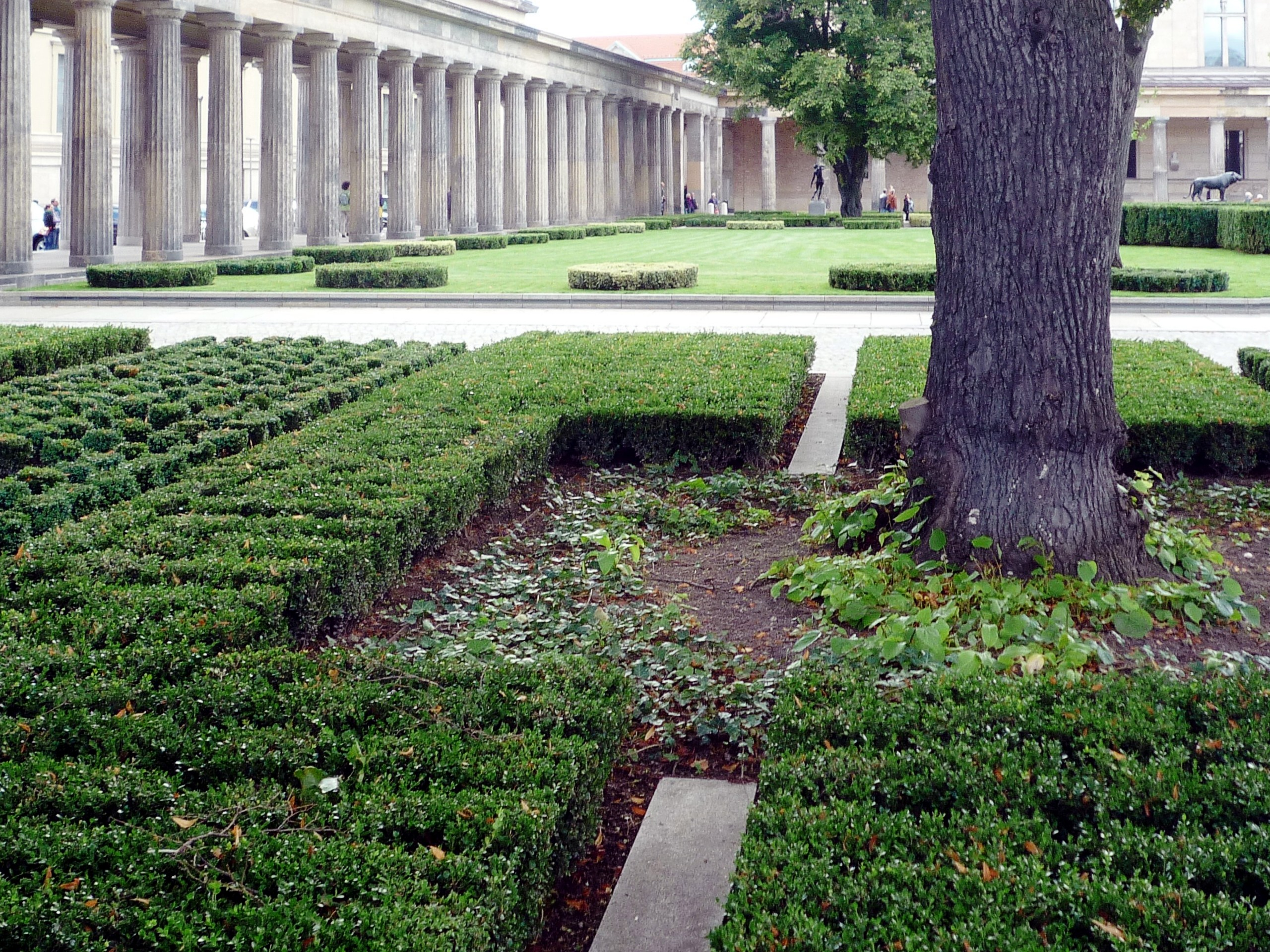
Südseite der Kolonnaden mit Bepflanzung an der Bodestraße
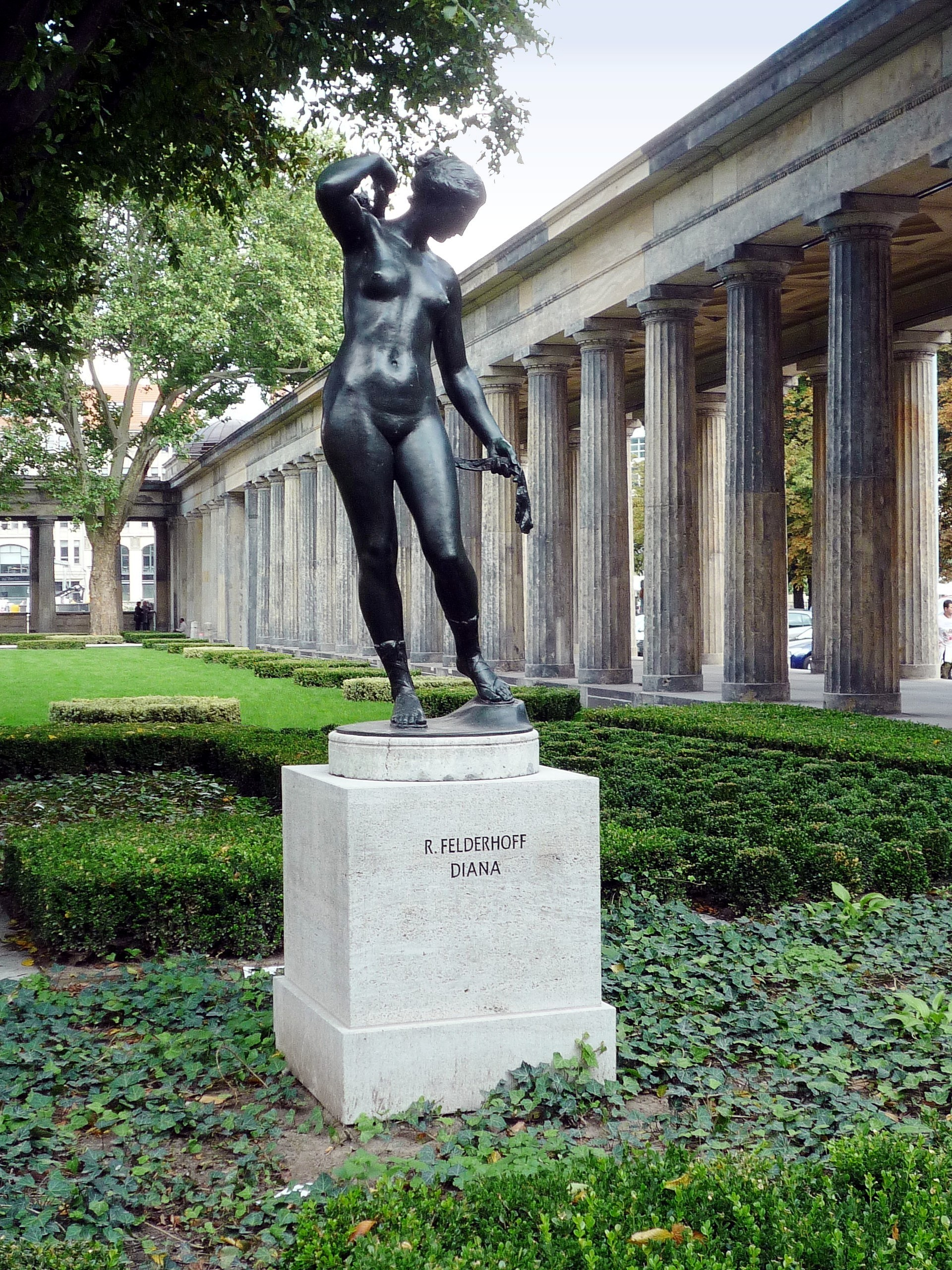
Südseite der Kolonnaden mit Bronzeplastik Diana von Reinhold Felderhoff
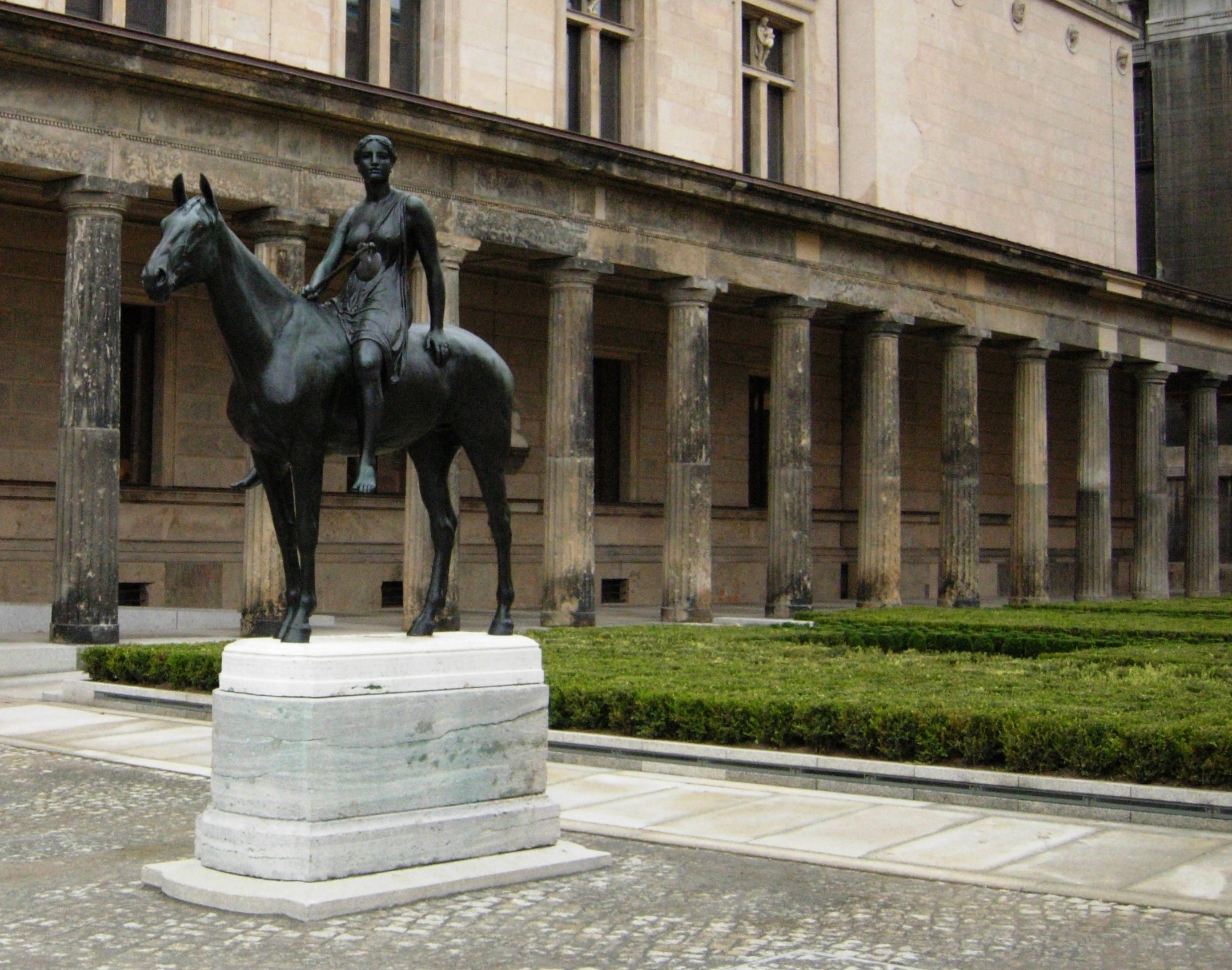
Westseite der Kolonnaden mit Bronzeplastik Amazone zu Pferde von Louis Tuaillon
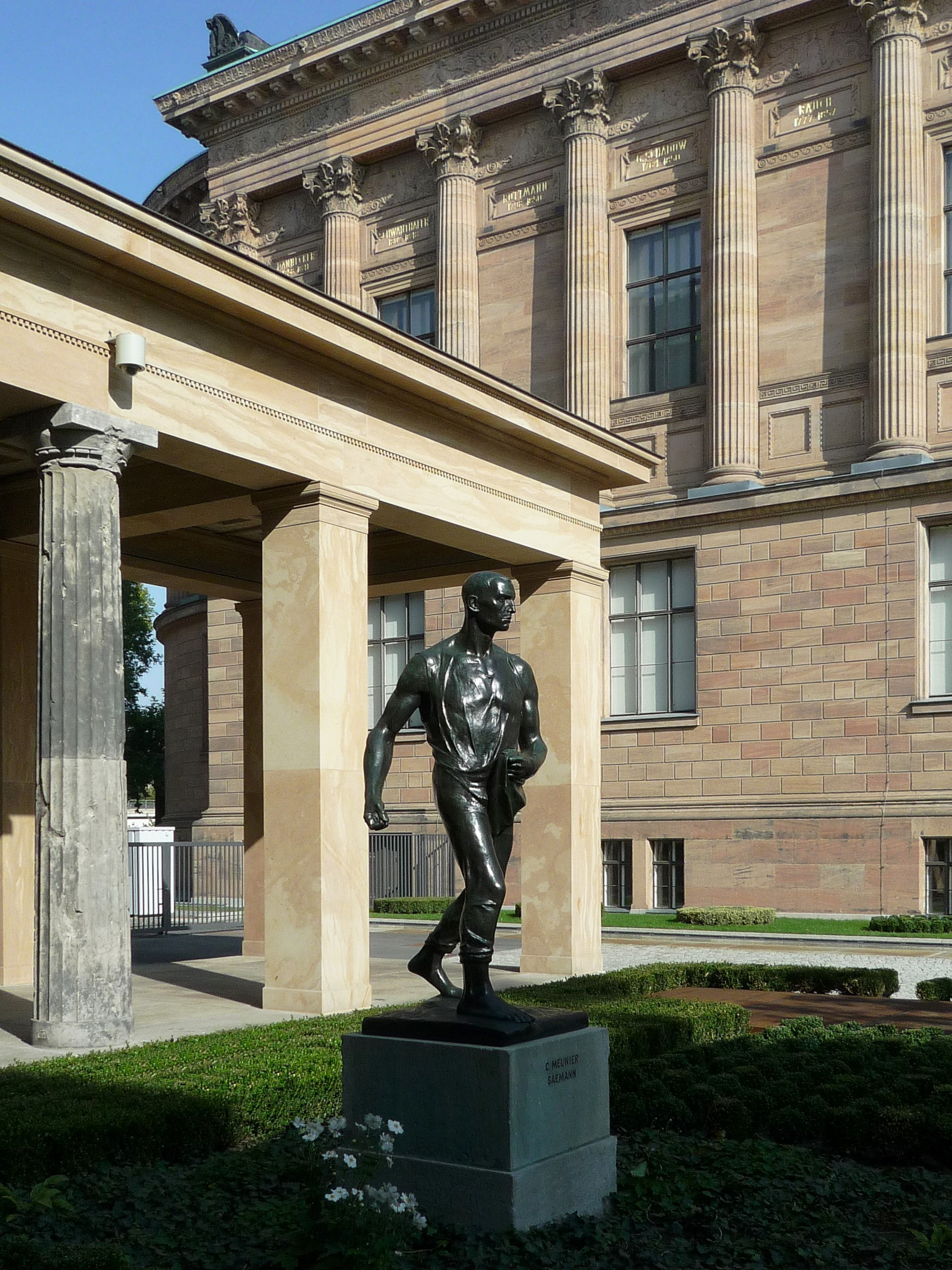
Bereich westlich der Alten Nationalgalerie (rechts) mit Bronzeplastik Der Sämann von Constantin Meunier

## Skulpturen
Zur Wiederherstellung des Kolonnadenhofes gehörte die Entwicklung eines Skulpturenprogramms. Frei stehende Bildhauerarbeiten wurden hier auch schon früher gezeigt. Sie hatten und haben die Aufgabe, auf die Sammlung der Nationalgalerie zu verweisen, also auf die Kunst des 19. Jahrhunderts (in zeitlich nicht allzu enger Auslegung). Die neue Auswahl hat jedoch eine größere Spannweite als bisher üblich. Von den ursprünglichen Bildwerken sind, an veränderten Standorten, Glanzstücke wie die Amazone von Louis Tuaillon (1895), der Sämann von Constantin Meunier (1890), der Löwe des Tierplastikers August Gaul (1904) und die Bogenspannerin von Ferdinand Lepcke (1905). Dazu gekommen sind typisch wilhelminische Bildhauer wie Reinhold Begas mit Centaur und Nymphe (1886), aber auch Reinhold Felderhoff, der mit seiner Diana (1910) den Schritt vom Historismus zur Moderne getan hatte. Eher auf kontroverse Betrachtung angelegt ist die Aufstellung der Gruppe Gerettet von Adolf Brütt (1887). Die rührselig anmutende Skulptur dient nach Absicht der Kuratoren „der Verjüngung des Diskurses über Rolle und Gestaltung der Kunst des späten 19. Jahrhunderts […] sowie der Dokumentation dessen, was früher Sammlungsinhalte waren und was man ehedem als geschmackskonform oder -bildend empfand“. Ein separater Sockel soll im Wechsel Werke zeitgenössischer Künstler aufnehmen und damit eine Verbindung zur Gegenwart herstellen. Von Erich Hösels Bronzeskulptur Hunne zu Pferde entstand später eine Keramik. Alle neu aufgestellten Skulpturen konnten mit Mitteln aus dem Bauetat restauriert und konserviert werden. Für die regelmäßige Oberflächenbehandlung der Freiplastiken wird ein Pflegeetat bereitgestellt.